# Pseudogagrella
Pseudogagrella is een geslacht van hooiwagens uit de familie Sclerosomatidae.
De wetenschappelijke naam Pseudogagrella is voor het eerst geldig gepubliceerd door Redikorzev in 1936. 

## Soorten
Pseudogagrella omvat de volgende 13 soorten:
- Pseudogagrella amamiana
- Pseudogagrella andoi
- Pseudogagrella arishana
- Pseudogagrella chekiangensis
- Pseudogagrella cyanea
- Pseudogagrella minuta
- Pseudogagrella multimaculata
- Pseudogagrella pingi
- Pseudogagrella sakishimensis
- Pseudogagrella similis
- Pseudogagrella sinensis
- Pseudogagrella taiwana
- Pseudogagrella wangi